# Viqueque
Viqueque (Tetum: Vikeke) là thành phố ở đông nam Đông Timor, cách thủ đô Dili 183 km. Viqueque là thủ phủ của quận Viqueque, nằm ở phía đông của quốc gia này. Thành phố này có dân số 22.000, còn quận này có dân số khoảng 62.000. Viqueque có 4 phó quận: Uatu-Lari, Uatu-Carbau, Lacluta and Ossu.
8°51′N 126°22′Đ / 8,85°N 126,367°Đ